# Richard-Wagner-Straße 9 (München)

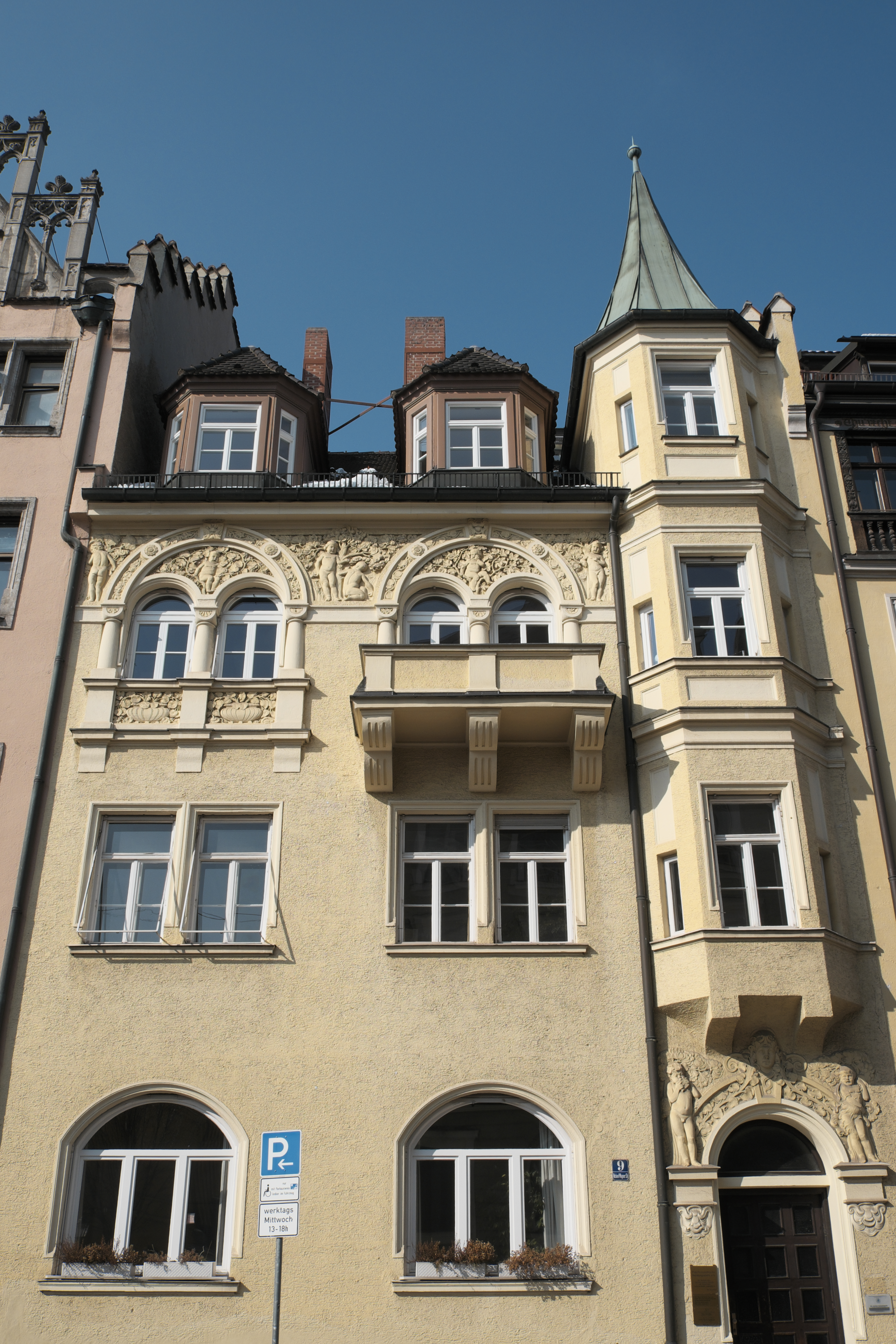
Fassadenansicht

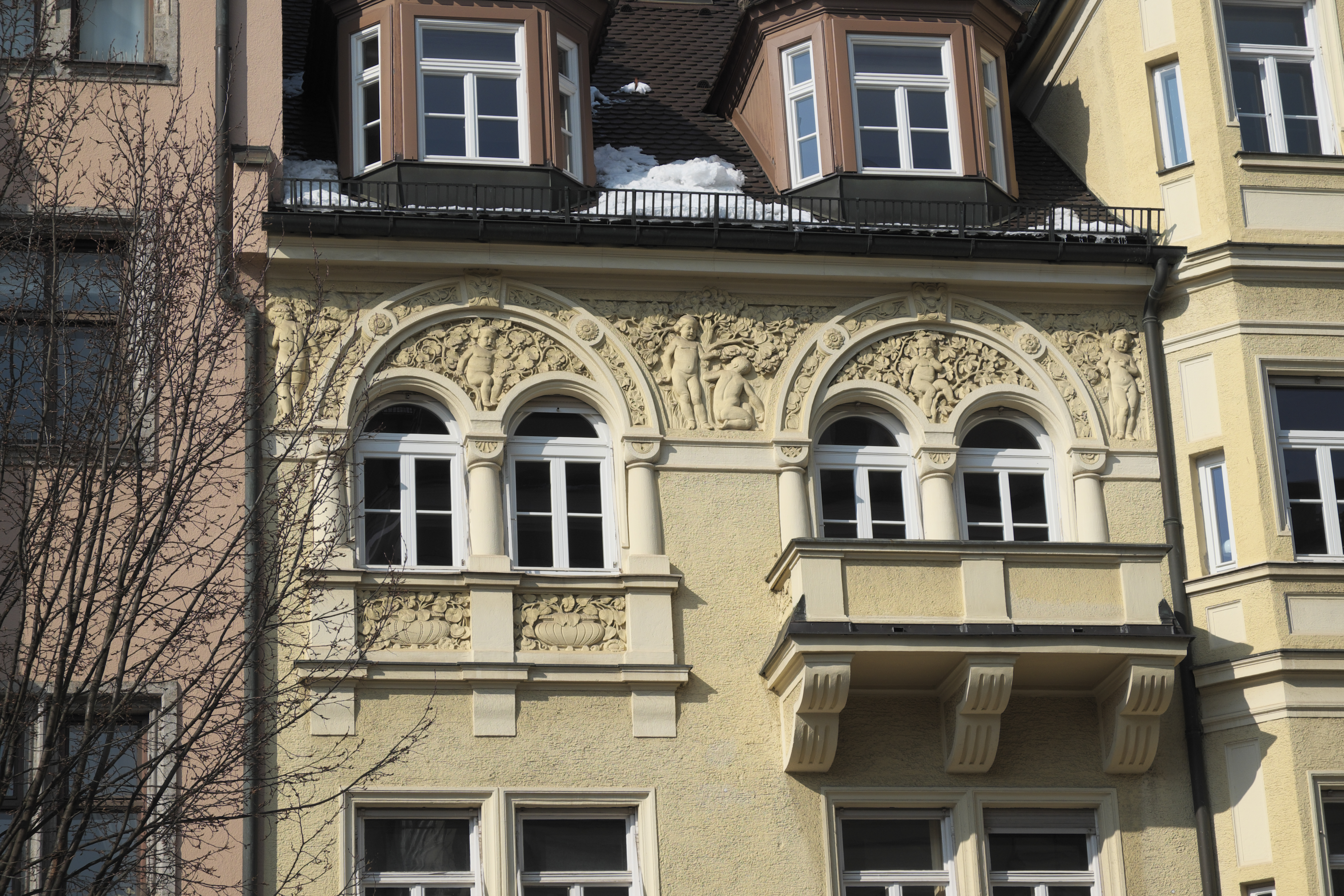
Dekor

Das Gebäude Richard-Wagner-Straße 9 ist ein Mietshaus in der bayerischen Landeshauptstadt München.

## Geschichte
Das Haus wurde im Zuge der planmäßigen Bebauung der Richard-Wagner-Straße durch den von den Besitzern des Areals, der Erbengemeinschaft Bleibinhaus, beauftragten Architekten Leonhard Romeis (1854–1904) errichtet.
Romeis schuf in den Jahren 1901/02 einen dreigeschossigen Bau im Stile der Neurenaissancebau mit Reliefdekor und polygonalem Erkerturm. Wie bei anderen Häusern dieser Straße zitierte er bei der Gestaltung frühere Bauepochen, um den Eindruck einer gewachsenen Straße zu erwecken.
Es ist als Einzeldenkmal in die Bayerische Denkmalliste aufgenommen und konstituierender Teil des Ensembles Richard-Wagner-Straße.